# Liophryne rhododactyla
Espèce
Statut de conservation UICN

 DD  : Données insuffisantes
Liophryne rhododactyla est une espèce d'amphibiens de la famille des Microhylidae.

## Répartition
Cette espèce est endémique de l'Est de la Papouasie-Nouvelle-Guinée. Elle se rencontre dans les provinces de Morobe et centrale.

## Description
Liophryne rhododactyla mesure environ 60 mm.

## Publication originale
- Boulenger, 1897 : Descriptions of new lizards and frogs from Mount Victoria, Owen Stanley Range, New Guinea, collected by Mr. A. S. Anthony. Annals and Magazine of Natural History, sér. 6, vol. 19, p. 6-13 (texte intégral).